# John R. P. French
John Robert Putnam French (* 7. August 1913 in Boston; † 14. Oktober 1995) war ein US-amerikanischer Psychologe und emeritierter Professor der University of Michigan. Seine bekannteste Arbeit ist die in Zusammenarbeit mit Bertram H. Raven 1959 entstandene Machtbasentheorie, die im betriebswirtschaftlichen und in der verhaltenswissenschaftlichen Sozialforschung die am häufigsten angeführte Theorie der Macht ist.:16/17

## Leben und Karriere
Als eines von drei Kindern von Eleanor Campbell Fisher (1886–1973) und John Robert Putnam French (1883–1953) in Boston geboren schloss French sein Studium am Antioch College im US-Bundesstaat Ohio und am Black Mountain College in North Carolina ab. 1940 promovierte er an der Harvard University mit einer Dissertation über den Gruppenzusammenhalt unter Stress. Er gehörte gemeinsam mit Dorwin Cartwright und Jerome Brunner zu einer Kohorte von Harvard-Absolventen, die sich später besonders durch ihre experimentellen Arbeiten auszeichneten. Er wurde zu einem anerkannten Experten für die Organisationspsychologie und experimentelle Forschung, insbesondere zur Anwendung von Kurt Lewins Feldtheorie in organisatorischen oder industriellen Umfeldern. Besondere Bekanntheit erlangte er durch seine Erforschung von Machtbasen in Organisationen sowie den Auswirkungen der sozialen Umwelt auf die Gesundheit.
French nahm eine Arbeitsstelle bei Harwood Manufacturing Company an, wo er experimentell die Neuausrichtung eines autokratischen Managers durch Rollenspiele und Gruppendiskussionen bei gleichbleibender oder sogar steigender Produktivität zeigen konnte. Diese Forschungen gewannen an Bedeutung, als im Zuge des Zweiten Weltkriegs zunehmend ältere Arbeitskräfte rekrutiert wurden, deren stereotype Vorurteile und Einstellung nicht mit herkömmlichen Mitteln zu ändern war. Auch hier konnte French durch Einbindung von Vorarbeitern und Manager in den Änderungsprozess die Wirksamkeit der Methoden aufzeigen.
Als Lewin das Research Center for Group Dynamics (RCGD) am Massachusetts Institute of Technology eröffnete, war French einer der ersten, die sich der Forschungsgruppe anschlossen. Er arbeitete neben Cartwright, Ronald O. Lippitt und Leon Festinger als Programm-Direktor. Nach Lewins vorzeitigem Tod, 1947, wurde das Institute in Gänze an die University of Michigan in Ann Arbor verlegt. Die Erfolgsgeschichte des Instituts wurde dort ungebrochen fortgesetzt. Während Cartwright das Institut leitete, erforschte French mit seinem Studenten Bertrand H. Raven die Machtbasentheorie. Nach einigen erfolgreichen Jahren überließ French diese Forschung Raven und wandte sich der Frage zu, wie das psycho-soziale Umfeld die Gesundheit beeinflusste. Das Ergebnis der Forschungen wurde als Person–Environment-Fit-Theorie bekannt.
French veröffentlichte seine Arbeiten in verschiedenen Kanälen, wirkte 1947 als Direktor des Research Centers for Group Dynamics und als Präsident der Society of Psychological Study of Social Issues (SPSSI). Er wurde durch das Fulbright-Programm gefördert und mit dem Career Award des National Institute of Mental Health ausgezeichnet.
1937 heiratete French Sophia L. Hunt. Der Ehe entstammen zwei Kinder, Rebecca Kennedy und John R. P. French III. Er starb im Alter von 82 Jahren im Glacier Hills Nursing Center.

## Bibliographie

### Bücher
- 1963 Self-acutalization and utilization of talent
- 1965 Work load of university professors
- 1965 Self-actualization and self-identity theory
- 1882 The mechanisms of job stress and strain
- 1983 Career change in midlife: stress, social support, and adjustment

### Artikel
- J. R. P. French und B. H. Raven (1959) The bases of social power; in D. Cartwright (Herausgeber) Studies in social power; Seite 150–167; Ann Arbor, Michigan

### Über John R. P. French
- J. S. House (1993) J. R. P. French: A Lewinian's Lewinian; Journal of Social Issues, 44(4), Seiten 221–226